# HMS Fearless (L10)
Pour les autres navires du même nom, voir HMS Fearless.
Le HMS Fearless est un navire de transport de chalands de débarquement de la classe Fearless (en) de la Royal Navy.

## Histoire
Le Fearless est le premier Landing Platform Dock (LPD) construit à cet effet et utilisé par la Royal Navy. Après sa mise en service, sa première mission opérationnelle est d'être la plate-forme de commandement pour les opérations anti-terroristes britanniques à Aden, pour guider les avions de la Royal Air Force et les Irish Guards avant le retrait britannique. Le navire est ensuite le lieu de pourparlers entre Harold Wilson et Ian Smith en 1968 sur l'avenir de la Rhodésie.
En 1972, le Fearless transporte plusieurs véhicules de démolition Centurion AVRE en Irlande du Nord pour y être déployés dans le cadre de l'opération Motorman.
Le Fearless est le vaisseau qui récupère la capsule de sauvetage de James Bond dans L'Espion qui m'aimait, sorti en 1977. Le tournage a eu lieu l'année précédente près de l'île de Malte.
Le Fearless fait partie de la force navale britannique engagée dans l'opération Corporate, au cours de la guerre des Malouines en 1982. Équipé d'équipements modernes de communication par satellite, il accueille le commodore Michael Clapp (Commodore Amphibious Warfare (COMAW)), le commandant du 3 Commando Brigade, le général Julian Thompson et son état-major, ainsi que des éléments de la force de débarquement. À la suite du conflit, le caporal Alan White, capitaine de la Royal Navy, reçoit une mention élogieuse du commandant de la Force opérationnelle, l'amiral John Fieldhouse (en), pour avoir sauvé 41 membres du HMS Antelope en utilisant Foxtrot 7, l'une des quatre péniches LCVP portées par le Fearless. Foxtrot 7 est maintenant situé au Royal Marines Museum de Portsmouth, avec des comptes rendus détaillés du caporal Alan White sur les missions auxquelles il a participé, y compris à San Carlos.
Il est mis hors service pendant trois ans en 1985 avant d'être réaménagé pendant deux ans à Devonport et de retour en 1991. Au cours de ce réaménagement, son canon Bofors 40 mm des années 1940 et les lanceurs de missiles anti-aériens Sea Cat des années 1960 sont remplacés par des canons BMARC et Phalanx CIWS.
De 1991 à 1995, il sert à l'entraînement en mer de la formation initiale des officiers du Britannia Royal Naval College.
Elle devait effectuer une opération dans le golfe Persique, mais celle-ci est remise au HMS Ocean en 2000. Sa dernière mission majeure est de prendre part à des exercices amphibies peu avant la désaffectation.
Le Fearless est retiré du service en 2002 et attend sa mise au rebut à Fareham, amarré à côté de son sister-ship HMS Intrepid. En octobre 2007, on annonce que le Fearless doit être mis au rebut en Belgique. Le 17 décembre 2007, Fearless est remorqué à Gand pour être démantelé. Il est le premier navire de guerre exporté avec succès pour le recyclage par un gouvernement occidental qui se conforme entièrement aux accords internationaux et aux principes de gestion écologiquement rationnelle des déchets.
Les nouveaux LPD Albion et Bulwark sont commandés dans les années 1990 et mis en service en 2003.